# إقليم موينغا
إقليم موينغا (بالإنجليزية: Muyinga Province) هو إقليم في بوروندي، بلغ عدد سكانه 632,409  نسمة وذلك حسب إحصائيات سنة 2008، عاصمته موينغا، تبلغ مساحته 1,836.26 كيلومتر مربع.

## الموقع
يشترك في الحدود مع:
- إقليم كانكوزو
  - إقليم نغوزي
  - إقليم كاروزي
  - إقليم كيروندو.

## التقسيمات الإدارية
- Commune of Buhinyuza [الإنجليزية]‏
- Commune of Butihinda [الإنجليزية]‏
- Commune of Gashoho [الإنجليزية]‏
- Commune of Gasorwe [الإنجليزية]‏
- Commune of Giteranyi [الإنجليزية]‏
- موينغا
- Commune of Mwakiro [الإنجليزية]‏.